# Les Yeux de la nuit
Pour plus de détails, voir Fiche technique et Distribution.
Les Yeux de la nuit (Night Has a Thousand Eyes) est un film américain réalisé par John Farrow et sorti en 1948.

## Synopsis
John Triton exerce ses talents de voyant dans des spectacles de cabaret, avec ses partenaires Jenny et Whitney Courtland. Mais, un jour, il s'aperçoit que son cerveau est traversé par des visions de mort. En effet, plusieurs de ses prédictions se réalisent. Bientôt, il voit que Jenny, qu'il aime, doit mourir à la suite de son premier accouchement. Il se retire du monde, mais vingt ans plus tard, il revoit la fille de Jenny, orpheline de sa mère dès sa naissance.

## Fiche technique
- Titre : Les Yeux de la nuit
- Titre original : Night Has a Thousand Eyes
- Réalisation : John Farrow
- Scénario : Barré Lyndon, Jonathan Latimer, d'après un roman de Cornell Woolrich
- Chef-opérateur : John F. Seitz
- Musique : Victor Young
- Montage : Eda Warren
- Direction artistique : Franz Bachelin, Hans Dreier
- Décors : Sam Comer, Ray Moyer
- Costumes : Edith Head
- Assistant-réalisateur : Herbert Coleman
- Durée : 81 minutes
- Date de sortie :
  - États-Unis : 13 octobre 1948
- Production : Paramount Pictures

## Distribution
- Edward G. Robinson : John Triton
- Gail Russell : Jean Courtland
- John Lund : Carson Elliott
- Virginia Bruce : Jenny
- William Demarest : Lieutenant Shawn
- Richard Webb : Peter Vinson
- Jerome Cowan : Whitney Courtland
- Onslow Stevens : Dr Watters
- John Alexander : M. Gilman
- Roman Bohnen : Melville Weston
- Luis Van Rooten : M. Myers
- Henry Guttman : le majordome
- Mary Adams : Mlle Hendricks
- Douglas Spencer : Dr Ramsdell

Acteurs non crédités :
- Harry Allen : MacDougall
- Margaret Field : Agnes
- William Haade : Gowan